# Eishockey-Eredivisie (Niederlande) 1973/74
Die Saison 1973/74 war die 14. Spielzeit der Eredivisie, der höchsten niederländischen Eishockeyspielklasse. Meister wurden zum insgesamt fünften Mal in der Vereinsgeschichte die Tilburg Trappers, da H.H.IJ.C. Den Haag der Titel aufgrund des Einsatzes eines nicht spielberechtigten Spielers aberkannt wurde.

## Modus
In der Hauptrunde absolvierte jede der sechs Mannschaften insgesamt zehn Spiele. Der Erstplatzierte der Hauptrunde wurde Meister. Für einen Sieg erhielt jede Mannschaft zwei Punkte, bei einem Unentschieden gab es einen Punkt und bei einer Niederlage null Punkte.

## Hauptrunde
|    | Klub               | Sp | S | U | N | T  | GT  | Punkte |
| -- | ------------------ | -- | - | - | - | -- | --- | ------ |
| 1. | H.H.IJ.C. Den Haag | 10 | 8 | 1 | 1 | 88 | 27  | 17     |
| 2. | Tilburg Trappers   | 10 | 8 | 0 | 2 | 85 | 37  | 16     |
| 3. | Eaters Geleen      | 10 | 6 | 0 | 4 | 62 | 53  | 12     |
| 4. | HC Hijs            | 10 | 5 | 0 | 5 | 58 | 59  | 10     |
| 5. | Nijmegen Tigers    | 10 | 1 | 1 | 8 | 36 | 86  | 3      |
| 6. | Heerenveen Flyers  | 10 | 1 | 0 | 9 | 42 | 109 | 2      |

Sp = Spiele, S = Siege, U = Unentschieden, N = Niederlagen